# Lacinularia striolata
Lacinularia striolata is een raderdiertjessoort uit de familie Flosculariidae. De wetenschappelijke naam van deze soort is voor het eerst geldig gepubliceerd in 1899 door Shephard.